# Поклоніння волхвів (Стефано да Верона)
«Поклоніння волхвів» (італ. Adorazione dei Magi) — картина італійського живописця Стефано да Верона. Створена у 1435 році. Зберігається у Пінакотеці Брера в Мілані (в колекції з 1818 року).

## Опис
Невелика дошка, точна дата написання якої — 1435 рік — дозволяє відтворити творчий шлях художника. На ній зображено понад тридцять персонажів. Своєрідні серпоподібні лінії, що нагадують пізньоготичні літери (так само як і благородний павич на даху хижі), точно слідують композиції, як, наприклад, покривало Мадонни і горностаєве опушення накидки царя, що опустився на коліна.
Прекрасні невеликі епізоди, що оточують основну сцену, сільські фантазії — другорядні сюжети, що розгортаються на фоні царського благородства і розкішної екзотики волхвів та їхньої свити. Привертає увагу група мисливців, яка оточена ще схвильованими полюванням левретками; або — в глибині композиції — пастухи з маленьким стадом, яке охороняє пес, що скалиться на вовка, ледь помітного серед скель.
Включені позолоти (німби, корони, подарунки волхвів, збруя коней) придає живопису деяку дорогоцінну матеріальність, що наближає її до ювелірного мистецтва. Але ці дорогоцінні деталі не порушують схвильованої атмосфери подиву і хвилювання перед картиною Богоявлення.